# Chinesische Badmintonmeisterschaft 2020
Die Chinesische Badmintonmeisterschaft 2020 fand vom 28. Oktober bis zum 10. November 2020 in der University of Arts and Sciences in Baoji statt.

## Sieger und Platzierte
| Disziplin    | Gold                      | Silber                   | Bronze                      |
| ------------ | ------------------------- | ------------------------ | --------------------------- |
| Herreneinzel | Weng Hongyang             | Gu Junfeng               | Ren Pengbo                  |
| Herreneinzel | Weng Hongyang             | Gu Junfeng               | Gao Zhengze                 |
| Dameneinzel  | Chen Yufei                | Wang Zhiyi               | Cai Yanyan                  |
| Dameneinzel  | Chen Yufei                | Wang Zhiyi               | Zhou Meng                   |
| Herrendoppel | Liu Yuchen Feng Yanzhe    | Liu Cheng Huang Kaixiang | Zhou Haodong Wang Chang     |
| Herrendoppel | Liu Yuchen Feng Yanzhe    | Liu Cheng Huang Kaixiang | Pei Tianyi Gao Xiangcheng   |
| Damendoppel  | Chen Xiaofei Feng Xueying | An Yu Liu Shengshu       | Huang Dongping Yan Chenxue  |
| Damendoppel  | Chen Xiaofei Feng Xueying | An Yu Liu Shengshu       | Tan Ning Chen Yingying      |
| Mixed        | Zheng Siwei Huang Yaqiong | Ou Xuanyi Huang Dongping | Pei Tianyi Zhang Shuxian    |
| Mixed        | Zheng Siwei Huang Yaqiong | Ou Xuanyi Huang Dongping | Jiang Zhenbang Lin Fangling |